# Giovanni Battista di Nola Molisi
Giovanni Battista di Nola Molisi (Crotone, XVII secolo – Crotone, XVII secolo) è stato uno storico e scrittore italiano.

## Biografia
Nato da Giovanni Domenico e Diana di Bacio Terracina, entrambi di origini napoletane, e nipote del medico crotonese Giovanni Andrea de Nola, fiorì nel XVII secolo e divenne noto per aver scritto e pubblicato nel 1649 la sua opera più famosa dal titolo Cronica dell'antichissima e nobilissima città di Crotone.

## Opere
- Cronica dell'antichissima e nobilissima città di Crotone (1649).